# Liste der preußischen Gesandten in Frankreich
Liste der preußischen Gesandten in Frankreich.

## Gesandte
| Name                                                                                  | Bild                                    | Amtszeit                                | Anmerkungen                                                                                    |
| Gesandte des Kurfürsten von Brandenburg                                               | Gesandte des Kurfürsten von Brandenburg | Gesandte des Kurfürsten von Brandenburg | Gesandte des Kurfürsten von Brandenburg                                                        |
| ------------------------------------------------------------------------------------- | --------------------------------------- | --------------------------------------- | ---------------------------------------------------------------------------------------------- |
| 1648: Aufnahme diplomatischer Beziehungen                                             |                                         |                                         |                                                                                                |
| Abraham de Wicquefort (* 1606; † 1682)                                                |                                         | 1626–1649                               |                                                                                                |
| Christoph von Brandt (* 1630; † 1691)                                                 |                                         | 1658(ff)                                | Resident                                                                                       |
| Gesandte des Königs von Preußen                                                       |                                         |                                         |                                                                                                |
| Adam Otto von Viereck (* 1684; † 1758)                                                |                                         | 1716–1717                               |                                                                                                |
| Friedrich Ernst zu Innhausen und Knyphausen (* 1678; † 1731)                          |                                         | 1717–1719                               |                                                                                                |
| Jean de Chambrier (* 1686; † 1751)                                                    |                                         | 1721–1751                               |                                                                                                |
| Christoph Heinrich von Ammon (* 1713; † 1783)                                         |                                         | 1751                                    | außerordentlicher Minister                                                                     |
| George Keith (* 1693; † 1778)                                                         |                                         | 1751–1754                               |                                                                                                |
| Dodo Heinrich zu Innhausen und Knyphausen (* 1729; † 1789)                            |                                         | 1754–1756                               |                                                                                                |
| 1756: unbesetzt infolge des Siebenjährigen Kriegs (1756–1763)                         |                                         |                                         |                                                                                                |
| Wilhelm Bernhard von der Goltz (* 1736; † 1795)                                       |                                         | 1768–1792                               |                                                                                                |
| 1792: Abbruch der Beziehungen infolge der Französischen Revolutionskriege             |                                         |                                         |                                                                                                |
| Gesandte des Königs von Preußen                                                       |                                         |                                         |                                                                                                |
| Karl von der Goltz (* 1775; † 1822)                                                   |                                         | 1815–1822                               |                                                                                                |
| Heinrich von Werther (* 1772; † 1859)                                                 |                                         | 1824–1837                               |                                                                                                |
| Heinrich Friedrich von Arnim (* 1791; † 1859)                                         |                                         | 1841–1845                               |                                                                                                |
| Heinrich Alexander von Arnim (* 1798; † 1861)                                         |                                         | 1846–1848                               |                                                                                                |
| Maximilian von Hatzfeldt-Trachenberg (* 1813; † 1859)                                 |                                         | 1849–1859                               |                                                                                                |
| Albert von Pourtalès (* 1812; † 1861)                                                 |                                         | 1859–1861                               |                                                                                                |
| Otto von Bismarck (* 1815; † 1898)                                                    |                                         | 1862                                    | Noch im September 1862 ernannte König Wilhelm I. Bismarck zum preußischen Ministerpräsidenten. |
| Robert Heinrich Ludwig von der Goltz (* 1817; † 1869)                                 |                                         | 1862–1868                               |                                                                                                |
| Ab 1868: Gesandter des Norddeutschen Bundes, ab 1871 Botschafter des Deutschen Reichs |                                         |                                         |                                                                                                |